# Joaquín Bernardo Calvo Rosales
Joaquín Bernardo Calvo Rosales (Cartago, Provincia de Costa Rica, Imperio Español; 20 de agosto de 1799-San José, Costa Rica; 1865) fue un político costarricense. Sus padres fueron Joaquín Bernardo Calvo y Chinchilla y Manuela Rosales y Guevara. Casó en primeras nupcias en 1823 con Juana Vicenta Fernández y Quirós y en segundas con Salvadora Mora y Pérez.
Estudió en Cartago con su hermano el presbítero Hipólito Calvo Rosales y posteriormente con el Bachiller Rafael Francisco Osejo.
Fue Ministro General interino de Costa Rica de 1827 a 1835 y Jefe Político del Departamento Oriental en 1835. Por su participación en la Guerra de la Liga (guerra civil de 1835) estuvo durante un tiempo exiliado en Nicaragua. Posteriormente fue Magistrado de la Corte Suprema de Justicia (1839-1841)y de la Cámara Judicial (1841-1842), Ministro de Hacienda y Guerra (1844), Ministro de Gobernación y Relaciones Interiores y Exteriores (1844-1846), Ministro de Relaciones Exteriores y Negocios Eclesiásticos (1847-1856), Ministro de Gobernación y carteras anexas (1856-1859), Magistrado de la Corte Suprema de Justicia (1860-1863) y Presidente de la Cámara de Senadores y del Poder Legislativo. Como Canciller firmó en 1856 el tratado Calvo-Herrán, primer convenio limítrofe entre Costa Rica y Colombia. Fue condecorado por la Santa Sede con la Orden del Santo Sepulcro.
Murió en San José, Costa Rica, en 1865.
Su hijo Joaquín Bernardo Calvo Mora fue durante muchos años Ministro Plenipotenciario de Costa Rica en Washington.
- Datos: Q6206432